# 인전 (1926년)
인전(殷震, 1926년 6월 28일 ~ 2000년 7월 18일)은 중화인민공화국 수의과대학 1세대 수의학 교수 겸 정치가이다.
1976년에서 1978년까지 중공 정치 분야에 잠시 입문하였지만 그는 절대 중국공산당 입당을 한 전력이 아예 없었던 특이 사항을 지니고 있다.